# Frederic Berthold
Frederic Berthold (ur. 3 czerwca 1991) – austriacki narciarz alpejski, trzykrotny medalista mistrzostw świata juniorów.

## Kariera
Po raz pierwszy na arenie międzynarodowej Frederic Berthold pojawił się 2 grudnia 2006 roku podczas zawodów FIS Race w Kaunertal. Zajął wtedy 38. miejsce w slalomie gigancie. W 2010 roku wystartował na mistrzostwach świata juniorów w Mont Blanc, gdzie zdobył srebrny medal w zjeździe. W zawodach tych przegrał tylko z Włochem Mattią Casse. Podczas rozgrywanych rok później mistrzostw świata juniorów w Crans-Montana srebrne medale zdobył w zjeździe i supergigancie, w obu przypadkach ulegając jedynie Boštjanowi Kline ze Słowenii. W zawodach Pucharu Świata zadebiutował 26 lutego 2011 roku w bułgarskiej miejscowości Bansko, zajmując 30. pozycję w superkombinacji. Tym samym już w swoim debiucie zdobył pierwsze pucharowe punkty. Pierwszy raz na podium zawodów tego cyklu stanął 13 stycznia 2017 roku w Wengen, zajmując trzecie miejsce w superkombinacji. Wyprzedzili go jedynie Niels Hintermann ze Szwajcarii i Francuz Maxence Muzaton. Nie startował na mistrzostwach świata ani igrzyskach olimpijskich.
W kwietniu 2022 r. zakończył karierę.

## Osiągnięcia

### Mistrzostwa świata juniorów
| Miejsce | Dzień       | Rok  | Miejscowość       | Konkurencja | Czas biegu  | Strata  | Zwycięzca         |
| ------- | ----------- | ---- | ----------------- | ----------- | ----------- | ------- | ----------------- |
| 9.      | 1 lutego    | 2010 | Region Mont Blanc | Supergigant | 1:29,71 min | +1,24 s | Maxence Muzaton   |
| DNF1    | 2 lutego    | 2010 | Region Mont Blanc | Slalom      | 1:30,97 min | -       | Reto Schmidiger   |
| 2.      | 4 lutego    | 2010 | Region Mont Blanc | Zjazd       | 1:19,32 min | +0,11 s | Mattia Casse      |
| 12.     | 30 stycznia | 2011 | Crans-Montana     | Gigant      | 2:19,62 min | +3,34 s | Alexis Pinturault |
| DSQ1    | 31 stycznia | 2011 | Crans-Montana     | Slalom      | 1:28,54 min | -       | Reto Schmidiger   |
| 2.      | 3 lutego    | 2011 | Crans-Montana     | Zjazd       | 1:37,34 min | +0,04 s | Boštjan Kline     |
| 2.      | 4 lutego    | 2011 | Crans-Montana     | Supergigant | 1:22,44 min | +0,24 s | Boštjan Kline     |

### Puchar Świata

#### Miejsca w klasyfikacji generalnej
- sezon 2010/2011: 167.
- sezon 2011/2012: 143.
- sezon 2012/2013: 107.
- sezon 2013/2014: 129.
- sezon 2014/2015: -
- sezon 2015/2016: -
- sezon 2016/2017: 84.
- sezon 2017/2018: 129.

#### Mejsca na podium w zawodach
1. Wengen – 13 stycznia 2017 (superkombinacja) – 3. miejsce